# Storia dell'omosessualità in Pakistan
Il governo coloniale britannico criminalizzò l'omosessualità in tutto l'impero anglo-indiano ai sensi della sezione 377 del codice penale datato 1860. Il Pakistan ottenne l'indipendenza nel 1947 e adattò le stesse leggi in materia LGBT nel proprio codice penale il quale afferma che "chi ha volontariamente un rapporto carnale contro l'ordine della natura con qualsiasi uomo, donna o animale, viene punito con la reclusione a vita, o comunque per un periodo che non deve essere inferiore a due anni; viene inoltre sottoposto ad una multa".
Nel 1980 le norme contro la comunità gay s'irrigidirono ancora di più sotto la presidenza del generale Muhammad Zia-ul-Haq; la punizione per le attività omosessuali fu aumentata addirittura con la pena di morte per lapidazione, a causa della legge della Shari'a che venne aggiunta al codice pakistano.
Nel corso degli anni le comunità gay e transgender sono state in grado di aggirare tale normativa, seppur con enormi difficoltà; l'opposizione alla legge rendeva estremamente difficoltoso per i gruppi LGBT di avere relazioni forti e sicure. I capi religiosi del Pakistan hanno sempre proibito le attività LGBT; essi le considerano altamente immorali sia davanti alla costituzione che nei confronti dell'Islam.
Diverse persone omosessuali insistono però nel dire che il paese può essere un ottimo luogo per quelle persone gay che sanno comportarsi in un certo modo. La città di Karachi è sede di una grande rete di comunità gay; feste a tema LGBT e sesso sono disponibili per gli omosessuali in grandi centri urbani come Karachi e Peshawar attraverso collegamenti sotterranei segreti. L'attività tra persone dello stesso sesso è fiorente nel paese nonostante sia rigorosamente opposta ai dettami della legge. Gli omosessuali interagiscono tra loro attraverso siti di social media online ed applicazioni per smartphone, che procacciano incontri ed altri eventi sviluppati in segreto. Gli individui gay sono costretti a non esporre il proprio orientamento sessuale in pubblico e debbon così vivere una doppia vita.
Muhammad Ejaz, un paramedico pakistano, è riuscito ad entrare nelle case di tre uomini a Lahore - che incontrava sul sito di social networking gay "Manjam" - e li ha uccisi; due di loro avevano vent'anni mentre l'altro era un generale in pensione di mezza età. Non è sicuro che le vittime fossero apertamente gay. Eijaz ha detto che ha cercato i convincerli a cambiare ed interrompere i loro atti immorali, ma non essendo stato ascoltato ha allora deciso di ucciderli. Il sito Manjam ha da allora richiesto a tutti gli individui che si volessero iscrivere di dare le proprie generalità, questo per motivi di sicurezza; Eijaz è stato preso in custodia dalla polizia, che l'ha accusato di aver fatto sesso con le vittime prima di ucciderle.